# 商曜
商曜（？—211年），太原郡人（今山西省太原市）人。

## 生平
建安十五年（210年），商曜等人據守大陵縣反叛，曹操任命夏侯淵行征西護軍職，督導徐晃攻打商曜。
建安十六年（211年），夏侯淵軍攻落其二十餘座據點，斬殺首領商曜，屠大陵城。